# Wawel-Drache

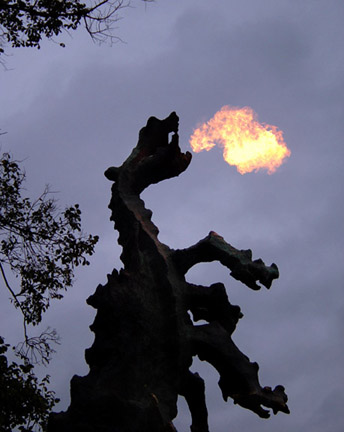
Der feuerspeiende Wawel-Drache (Skulptur vor der Höhle).

Der Wawel-Drache (polnisch: Smok Wawelski) ist ein Drache in der polnischen Volkssage. Er soll in der Smocza Jama (Drachenhöhle) unter dem Wawelhügel an den Ufern der Weichsel gehaust haben. Der Wawelhügel liegt in Krakau, das bis 1596 die Hauptstadt von Polen war. Laut einigen Geschichten soll der Drache schon vor der Stadtgründung dort gelebt haben.

## Geschichte

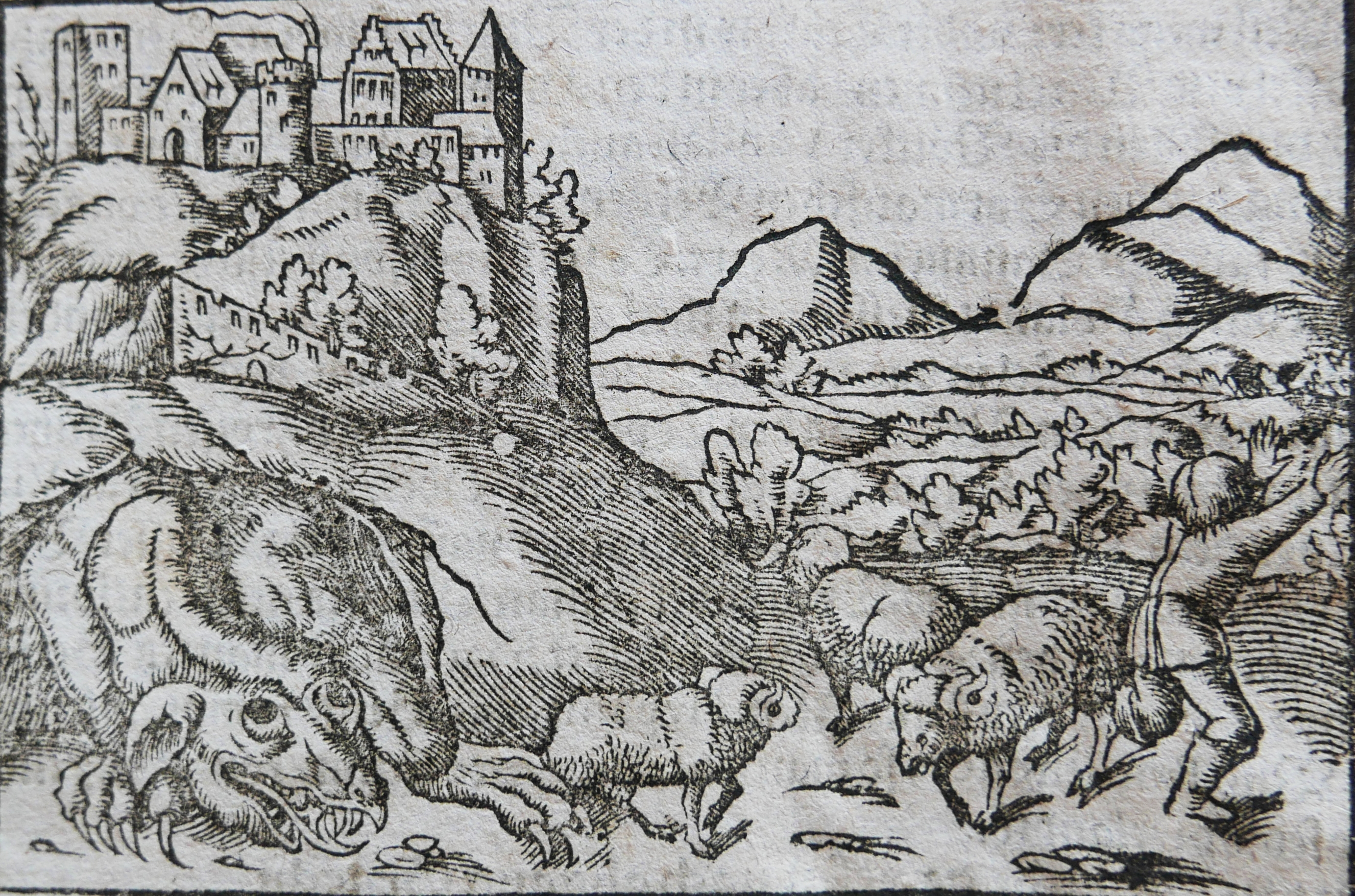
Darstellung des angsteinflößenden Drachen auf einem Holzschnitt (1544)

Eine der bekannteren Geschichten über den Smok Wawelski spielt in Krakau um die Zeit der Herrschaft Kraks, des legendären Stadtgründers.
An jedem Tag schlug der böse Drache einen Pfad der Zerstörung durch das Land, tötete die Bürger, steckte ihre Heime in Brand und verschlang ihr Vieh. In den meisten Versionen bevorzugte der Drache junge Mädchen zu fressen, man konnte ihn nur durch die monatliche Darbietung eines Mädchens vor seiner Höhle besänftigen. Der König versuchte alles, um das Untier aufzuhalten, jedoch fielen alle seine tapferen Ritter dem feurigen Atem des Biests zum Opfer. In den Versionen, die von der Mädchenopferung erzählten, waren schon alle Mädchen dem Drachen zum Fraß vorgeworfen, bis auf eine, die Königstochter Wanda. In seiner Verzweiflung bot der König demjenigen, der den Drachen besiegen konnte, die Hand seiner Tochter an. Jedoch konnte niemand, von nah oder fern gekommen, den Drachen erlegen. Eines Tages meldete sich ein junger Schusterlehrling namens Dratewka für die Aufgabe. Er füllte ein totes Lamm mit Schwefel (nach manchen Versionen auch Ätzkali) und ließ es vor dem Drachenhort liegen. Der Drache fraß es und bekam alsbald gewaltigen Durst. Er lief hinunter zur Weichsel und trank Wasser, jedoch konnte es nicht seinen Durst löschen. Er trank so lange, bis er vor lauter Wasser im Bauch platzte und verendete. Dratewka durfte nun die Königstochter heiraten und lebte fortan glücklich mit ihr weiter.

## Heute

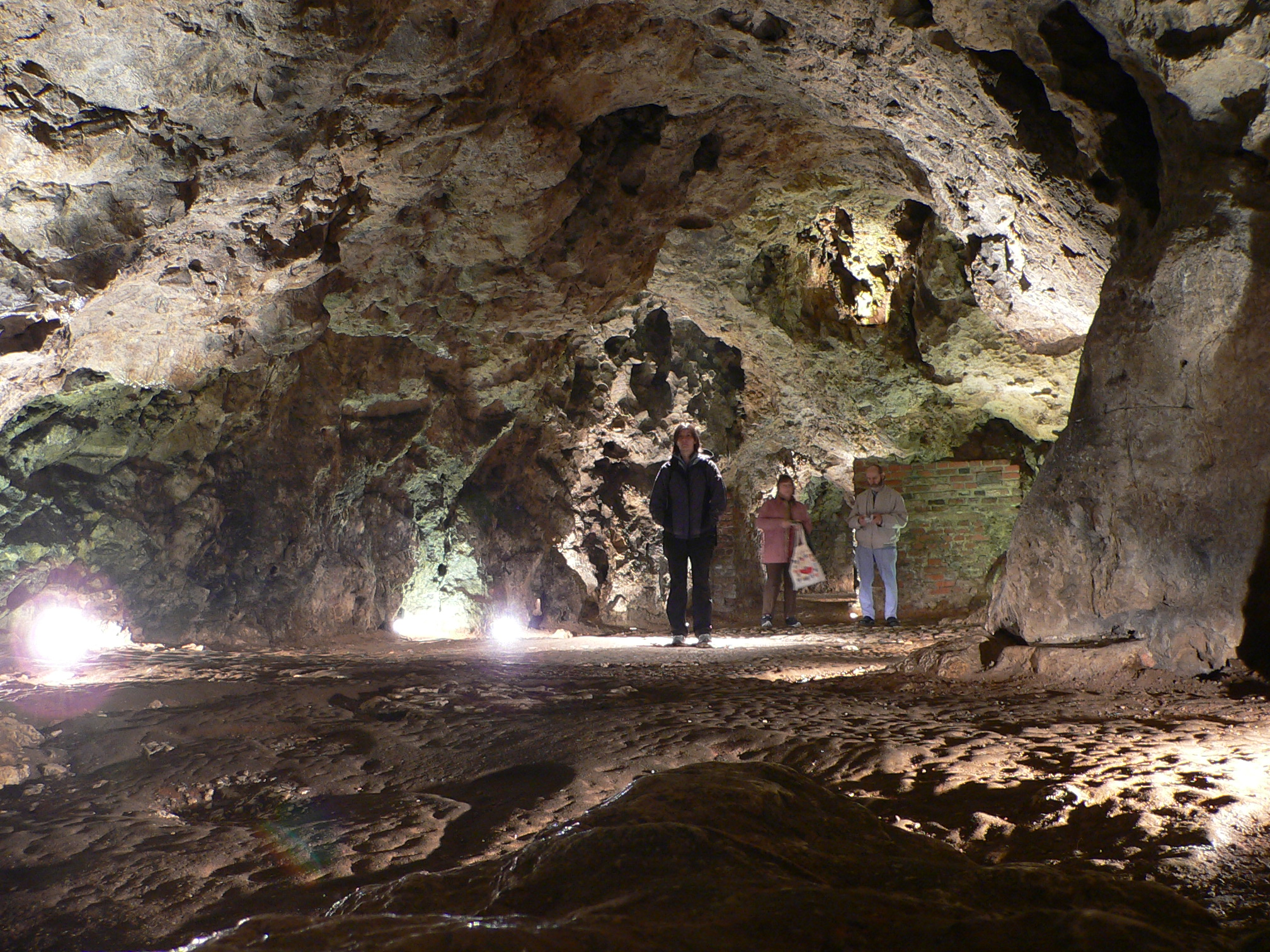
Die Smocza Jama (Drachenhöhle)

Die Wawel-Kathedrale und das Wawel-Schloss stehen beide am Wawelhügel. Bei der Kathedrale findet sich eine Statue vom Smok Wawelski und eine Gedenktafel, die an seine Niederlage gegenüber Krak erinnert, auf der geschrieben steht, dass dieser die Stadt und seinen Palast über der Drachenhöhle errichtete. Die Höhle ist heute ein populäres Ziel für Touristen geworden. Die Straße am Ufer entlang zum Schloss heißt Smocza Ulica, was so viel wie „Drachenstraße“ heißt.
Im Jahr 1970 wurde eine Metallskulptur des Wawel-Drachen, entworfen von Bronisław Chromy, vor der Höhle des Drachen aufgestellt (50° 3′ 10,8″ N, 19° 56′ 0,8″ O). Sie ist stilisiert, der Drache besitzt sieben Köpfe, von denen sechs wie Beine aussehen, und als Besonderheit spuckt er mittels einer Erdgasdüse alle fünf Minuten, oder nach Empfang einer SMS-Nachricht, eine Stichflamme aus seinen Nüstern.
Der Archosaurier Smok wawelski aus der Obertrias wurde nach dem Wawel-Drachen benannt.